# Tetonské hory a Hadí řeka
Tetonské hory a Hadí řeka (anglicky: Tetons and the Snake River) je černobílá fotografie pořízená Anselem Adamsem v roce 1942 v národním parku Grand Teton ve Wyomingu. Je to jedna z jeho nejznámějších a kritikou nejvíce oceňovaných fotografií.

## Historie a popis
Snímek byl pořízen z vyvýšeného pohledu a zachycuje Hadí řeku v hornatém údolí. Dramaticky osvětlená černobílá fotografie zachycuje velkou řeku, která se vine z pravého dolního rohu do levého středu obrázku. Tmavé stálezelené stromy pokrývají strmý levý břeh řeky a světlejší listnáče pokrývají pravý. V horní polovině rámu je vysoké pohoří, tmavé, ale jasně pokryté sněhem. Částečně je obloha zatažená, jinde v několika místech skrze mraky prosvítá slunce, aby osvětlovalo scénu a odrazilo se od řeky.
Hadí řeka je jedním ze 115 obrázků, které jsou na zlaté desce Voyageru, uložených v sondách Voyager 1 a Voyager 2 vyslaných do vesmíru v roce 1977.

## Trh s uměním
Tisk této fotografie o velikosti nástěnné malby byl 14. prosince 2020 prodán v aukci Sotheby's New York za 988 000 amerických dolarů, což je nejvyšší cena, jakou kdy dílo Ansela Adamse dosáhlo.

## Veřejné sbírky
Tisky této fotografie jsou ve sbírkách několika muzeí umění, jako jsou například: Národní galerie ve Washingtonu, Washington, DC, Muzeum umění ve Filadelfii, Muzeum J. Paula Gettyho, Los Angeles a University of Michigan Museum of Art, v Ann Arbor.